# Костелец на Влтави
Костелец на Влтави (чеш. Kostelec nad Vltavou) је насељено мјесто са административним статусом сеоске општине (чеш. obec) у округу Писек, у Јужночешком крају, Чешка Република.

## Становништво
Према подацима о броју становника из 2014. године насеље је имало 412 становника.